# Barbara Hershey
Barbara Hershey, geboren als Barbara Lynn Herzstein, (Los Angeles, 5 februari 1948) is een Amerikaans actrice. Zij werd in 1997 genomineerd voor een Academy Award voor haar bijrol als Serena Merle in The Portrait of a Lady. Hershey kreeg een dozijn andere acteerprijzen daadwerkelijk toegekend, waaronder zowel een Emmy Award als een Golden Globe voor de televisiefilm A Killing in a Small Town (1990) en de prijs voor beste actrice op het Filmfestival van Cannes in 1987 (voor Shy People) én 1988 (voor A World Apart).
Hershey deed vanaf 1966 acteerervaring op in ruim dertig afleveringen van verschillende televisieseries, voordat ze in 1968 haar filmdebuut maakte als Stacy Iverson in With Six You Get Eggroll. Sindsdien speelde ze om en nabij de 45 andere filmrollen, meer dan 65 inclusief die in televisiefilms. Daarnaast trad ze als wederkerend personage op in ruim zestig afleveringen van verschillende televisieseries. Haar belangrijkste rollen waren die als Kathy Monroe in The Monroes en die als Dokter Francesca Alberghetti in Chicago Hope.
Hershey trouwde in 1992 met Stephen Douglas, maar hun huwelijk liep in 1993 stuk. Ze is moeder van een zoon die ze in 1972 kreeg met acteur David Carradine. Ze noemden hem oorspronkelijk Free, ofwel 'vrij'. Hijzelf liet dit later veranderen in Tom. Hershey zelf droeg destijds de achternaam Seagull, ofwel 'zeemeeuw'. Met die achternaam staat ze ook vernoemd op de aftitelingen van de films Love Comes Quietly (1973), The Crazy World of Julius Vrooder (1974), You and Me en Diamonds (beide 1975).

## Filmografie
*Exclusief 15+ televisiefilms
| - Insidious: Chapter 2 (2013) - Insidious (2010) - Black Swan (2010) - Childless (2008) - Uncross the Stars (2008) - Anne of Green Gables: A New Beginning (2008, televisiefilm) - Love Comes Lately (2007) - The Bird Can't Fly (2007) - Riding the Bullet (2004) - 11:14 (2003) - Lantana (2001) - Passion (1999) - Breakfast of Champions (1999) - Drowning on Dry Land (1999) - A Soldier's Daughter Never Cries (1998) - Frogs for Snakes (1998) - The Portrait of a Lady (1996) - The Pallbearer (1996) - Last of the Dogmen (1995) - A Dangerous Woman (1993) - Splitting Heirs (1993) - Swing Kids (1993) - Falling Down (1993) - The Public Eye (1992) - Defenseless (1991) - Paris Trout (1991) - Tune in Tomorrow... (1990) - Beaches (1988) - The Last Temptation of Christ (1988) | - A World Apart (1988) - Shy People (1987) - Tin Men (1987) - Hoosiers (1986) - Hannah and Her Sisters (1986) - The Natural (1984) - Americana (1983) - The Right Stuff (1983) - Take This Job and Shove It (1981) - The Entity (1981) - The Stunt Man (1980) - Trial by Combat (1976) - The Last Hard Men (1976) - Diamonds (1975) - You and Me (1975) - The Crazy World of Julius Vrooder (1974) - Love Comes Quietly (ook uitgebracht als Angela, 1973) - Boxcar Bertha (1972) - Dealing: Or the Berkeley-to-Boston Forty-Brick Lost-Bag Blues (1972) - The Pursuit of Happiness (1971) - The Baby Maker (1970) - The Liberation of L.B. Jones (1970) - Last Summer (1969) - Heaven with a Gun (1969) - With Six You Get Eggroll (1968) |

## Televisieseries
*Exclusief eenmalige gastrollen
- Damien - Ann Rutledge (2016, 10 afleveringen)
- Once Upon a Time - Cora / The Queen of Hearts (2012-2016, vijftien afleveringen)
- The Mountain - Gennie Carver (2004-2005, dertien afleveringen)
- Chicago Hope - Dr. Francesca Alberghetti (1999-2000, 22 afleveringen)
- Kung Fu - Nan Chi (1974, twee afleveringen)
- The Monroes - Kathy Monroe (1966-1967, 26 afleveringen)
- Gidget - Ellen (1965-1966, drie afleveringen)